# Homaspis
Homaspis is een geslacht van insecten uit de orde vliesvleugeligen (Hymenoptera) en de familie Ichneumonidae.

## Soorten
- H. albipes Davis, 1897
- H. alpigena (Strobl, 1903)
- H. alpina (Heinrich, 1949)
- H. analis (Holmgren, 1857)
- H. areolata Barron, 1990
- H. brevis Barron, 1990
- H. cavata Barron, 1990
- H. cephalciae Barron, 1990
- H. cristata Barron, 1990
- H. divergator Aubert, 1987
- H. interrupta (Provancher, 1874)
- H. kraussei Ulbricht, 1921
- H. kurilensis Uchida, 1930
- H. narrator (Gravenhorst, 1829)
- H. pectinata Barron, 1990
- H. petiolata Barron, 1990
- H. robusta (Thomson, 1893)
- H. rufina (Gravenhorst, 1829)
- H. sibirica Kasparyan, 2004
- H. slossonae Cushman, 1922
- H. subalpina Schmiedeknecht, 1913
- H. transbaikalitor Aubert, 1985
- H. varicolor (Thomson, 1894)